# امنیت هستی‌شناختی
امنیت هستی‌شناختی یک وضعیت روانی پایدار است که از احساس تداوم در رابطه با وقایع زندگی فرد حاصل می‌شود. آنتونی گیدنز (۱۹۹۱) از امنیت هستی‌شناختی به عنوان احساس نظم و استمرار در رابطه با تجربیات فرد یاد می‌کند. او معتقد است که این امر به توانایی افراد در معنا بخشیدن به زندگی آنها بستگی دارد. معنا در تجربه احساسات مثبت و پایدار و با اجتناب از هرج و مرج و اضطراب یافت می‌شود (همان؛ الیاس، ۱۹۸۵). اگر رویدادی رخ دهد که با معنای زندگی فرد سازگار نباشد، این امنیت هستی شناختی آن فرد را تهدید می‌کند. امنیت هستی شناختی همچنین شامل داشتن دیدگاه مثبت نسبت به خود، جهان و آینده است.

## امنیت هستی‌شناختی در روابط بین‌الملل
مفهوم امنیت هستی‌شناختی در روابط بین‌الملل به کار رفته‌است. گفته شده‌است که کشورها علاوه بر دستیابی به امنیت جسمی (مانند محافظت از تمامیت ارضی دولت)، به دنبال حصول اطمینان از امنیت هستی‌شناختی خود (امنیت خود و خودپندار) هستند. برای اطمینان از امنیت هستی شناختی، دولت‌ها حتی ممکن است امنیت جسمی‌شان را به خطر بیندازند. امنیت هستی شناختی در سیاست جهانی را می‌توان به معنای پاسخ مناسب به سوالات اساسی در سطح آگاهی ناخودآگاه و عملی دانست (همه سیاست‌ها به نوعی نیاز به پاسخگویی دارند) مانند وجود، نهایت، روابط با دیگران و زندگی‌نامه خودکار آنها. بازیگران جمعی مانند دولت‌ها از نظر هستی شناختی ناامن می‌شوند وقتی شرایط بحرانی روال آنها را پاره می‌کند و سوالات اساسی را در گفتمان عمومی قرار می‌دهد.